# Nordeste (distrito de Botswana)
O Distrito do Nordeste é um dos 10 distritos rurais de Botswana. Sua capital é a cidade de Francistown.

## Demografia
De acordo com o Censo de Botswana, a população total do distrito era 60.264 em 2011, acima dos 49.399 em 2001 (um aumento de 21,99%). A taxa de crescimento anual da população durante a década foi de 2,01%. A população do distrito era de 2,98% da população total do país. A proporção de sexo era de 90,30 mulheres para cada 100 homens, em comparação com 88,29 em 2001. O tamanho médio das famílias era de 3,11 em 2011, comparado a 4,55 em 2001. A força de trabalho total era de 10.243 trabalhadores, incluindo 2426 trabalhadores artesanais e afins; 593 funcionários; 3485 trabalhadores da ocupação primária; 273 legisladores, administradores e gerentes; 660 operadores e montadores de instalações e máquinas, 331 profissionais; 1247 vendedores de serviços, lojas e vendas no mercado; 444 trabalhadores agrícolas e afins qualificados; e 730 técnicos e profissionais associados.

## Divisão administrativa
O distrito nordeste tem dois sub-distritos, o subdistrito de  Francistown e o subdistrito North East. No censo de 2011, 43 vilas foram listadas no distrito:
- Botalaote
- Butale
- Ditladi
- Gambule
- Gulubane
- Gungwe
- Jackalas 1
- Jackalas No 2
- Kalakamati
- Kgari
- Letsholathebe
- Mabudzane
- Makaleng
- Mambo
- Mapoka
- Masingwaneng
- Masukwane
- Masunga
- Maitengwe
- Matopi
- Matshelagabedi
- Matsiloje
- Mbalambi
- Moroka
- Mosojane
- Mowana
- Mulambakwena
- Nlakhwane
- Patayamatebele
- Pole
- Ramokgwebana
- Sechele
- Sekakangwe
- Senyawe
- Shashe Bridge
- Siviya
- Tati Siding
- Themashanga
- Toteng
- Tsamaya
- Tshesebe
- Vukwi
- Zwenshambe.